# Victoria Calzada Falcón
Victoria Calzada Falcón (Montevideo, 2 de juliol de 1985), és una bioquímica, professora, investigadora i científica uruguaiana.
Filla d'Estela Falcón i Rafael Calzada, va estudiar a la Facultat de Ciències de la Universitat de la República.
És especialista a l'àrea d'aptàmers i imatgeologia molecular, publicó varios artículos en revistas internacionales. Des del 2012 és membre del Sistema Nacional d'Investigadors (SNI) d'Uruguai i actualment és nivell 1.
El 2020 va ser guardonada amb el Premi L'Oréal-Unesco per a les dones i la ciència.